# NGC 6753
NGC 6753 је спирална галаксија у сазвежђу Паун која се налази на NGC листи објеката дубоког неба.
Деклинација објекта је - 57° 2' 56" а ректасцензија 19h 11m 23,7s. Привидна величина (магнитуда) објекта NGC 6753 износи 11,1 а фотографска магнитуда 11,9. NGC 6753 је још познат и под ознакама ESO 184-22, AM 1907-570, IRAS 19071-5707, PGC 62870.